# Mexikanisch-russische Beziehungen
Die Mexikanisch-russischen Beziehungen sind das zwischenstaatliche Verhältnis zwischen Mexiko und Russland. Beide Länder unterhalten seit dem späten 19. Jahrhundert diplomatische Beziehungen. Obwohl es bereits zuvor informelle Kontakte zwischen Reisenden, Wissenschaftlern und Intellektuellen beider Länder gegeben hatte, wurden die Beziehungen erst 1890 offiziell aufgenommen. Seither durchlief das bilaterale Verhältnis mehrere Phasen: zunächst die Kontakte zwischen Mexiko und dem Russischen Kaiserreich, dann die mexikanisch-sowjetischen Beziehungen im 20. Jahrhundert und schließlich die Beziehungen mit der Russischen Föderation nach dem Zerfall der Sowjetunion. In der zweiten Hälfte des 20. Jahrhunderts und nach dem Ende des Kalten Krieges haben sich jedoch die Kooperationen in verschiedenen Bereichen, von der Wirtschaft bis zur Kultur, vertieft. Aktuell pflegen beide Staaten einen regen Dialog und arbeiten in internationalen Gremien zusammen, auch wenn sich in jüngster Zeit unterschiedliche Positionen in geopolitischen Fragen – etwa im Ukraine-Krieg – gezeigt haben.

## Geschichte

### Russisches Reich und Mexiko
Die diplomatischen Beziehungen zwischen Mexiko und dem Russischen Reich wurden Ende des 19. Jahrhunderts etabliert. Am 24. Dezember 1890 ernannte Zar Alexander III. den deutschbaltischen Baron Roman Rosen zum ersten russischen Gesandten in Mexiko; am 14. Januar 1891 entsandte die mexikanische Regierung ihrerseits General Pedro Rincón Gallardo als Gesandten an den Zarenhof. Dieses Zustandekommen wurde durch gegenseitiges strategisches Interesse begünstigt: Mexikos geopolitische Lage und Russlands Großmachtstellung schufen beiderseitigen Anreiz für eine Annäherung. So lud Zar Nikolaus II. Mexiko 1899 als einziges lateinamerikanisches Land zur Haager Friedenskonferenz ein. Zur Vertiefung der Kontakte richteten beide Seiten zudem Konsulate im jeweils anderen Land ein; bis 1910 entstanden fünf russische Konsulate in Mexiko (u. a. in Mexiko-Stadt, Veracruz und Guadalajara) und mehrere mexikanische Vertretungen in russischen Städten (Moskau, Sankt Petersburg, Riga und Helsingfors). Im Jahr 1909 unterzeichneten beide Regierungen einen Handels- und Schifffahrtsvertrag mit Meistbegünstigungsklausel, doch wurde dieses Abkommen infolge der turbulenten Ereignisse der Mexikanischen Revolution (1910) und der Russischen Revolution (1917) nicht mehr umgesetzt. Mit dem Ausbruch des Ersten Weltkriegs und dem Zusammenbruch des Zarenreichs wurden die diplomatischen Beziehungen in den 1910er Jahren zunächst unterbrochen, und offizielle Kontakte kamen vorübergehend zum Erliegen.

### Sowjetunion und Mexiko
Mexiko erkannte im August 1924 als erster Staat des amerikanischen Kontinents die Sowjetunion völkerrechtlich an und nahm diplomatische Beziehungen mit ihr auf. Die Zusammenarbeit beruhte von Beginn an auf Prinzipien wie staatlicher Souveränität, Gleichberechtigung und Nichteinmischung in innere Angelegenheiten. 1926 ernannte die Sowjetunion Alexandra Kollontai, die erste Botschafterin der Welt, zur Botschafterin in Mexiko. Am 26. Januar 1930 brachen die beiden Länder jedoch wegen „ideologischer Differenzen“ ihre diplomatischen Beziehungen ab. 1936 zogen der ehemalige sowjetische Politiker Leon Trotzki und seine Frau Natalia Sedowa während ihres Exils von Norwegen nach Mexiko. Der mexikanische Präsident Lázaro Cárdenas hieß Trotzki herzlich willkommen und ließ sogar einen Sonderzug organisieren, der ihn vom Hafen Tampico nach Mexiko-Stadt brachte. In Mexiko lebte Trotzki eine Zeit lang im Haus der Maler Diego Rivera und der Künstlerin Frida Kahlo. Im August 1940 ermordete ein Agent des NKWD, Ramón Mercader, Trotzki in seinem Arbeitszimmer.
Während des Zweiten Weltkriegs waren beide Länder Alliierte; Mexiko war das einzige lateinamerikanische Land, das den Überfall Nazi-Deutschlands auf die Sowjetunion offiziell verurteilte. Im Juni 1943 wurden die diplomatischen Beziehungen schließlich wiederhergestellt. 1945 stürzte ein Flugzeug mit dem sowjetischen Botschafter in Mexiko, Konstantin Umanskij, ab, wobei der Botschafter und weitere Botschaftsangehörige ums Leben kamen. Der Verlust des sowjetischen Botschafters führte zu einer Abkühlung der Beziehungen zwischen beiden Ländern.
Während des Kalten Krieges versuchte Mexiko eine unabhängige Position einzunehmen und etablierte relativ gute Kontakte zu Moskau. 1973 war der mexikanische Präsident Luis Echeverría der erste mexikanische Staatschef und der erste nichtkommunistische Lateinamerikaner, der die Sowjetunion besuchte. 1978 unterzeichnete Mexiko während eines offiziellen Besuchs des mexikanischen Präsidenten José López Portillo in der Sowjetunion im Namen Lateinamerikas und der Sowjetunion den Vertrag von Tlatelolco, der „die Erprobung, den Einsatz, die Herstellung, die Produktion oder den Erwerb von Kernwaffen durch jegliche Mittel“ in Lateinamerika und der Karibik verbot.

### Beziehungen seit 1990

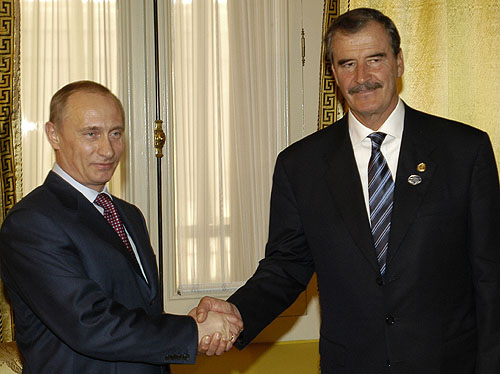
Russlands Wladimir Putin mit Mexikos Vicente Fox (2004)

Nach dem Zerfall der UdSSR Ende 1991 übernahm die nun Russische Föderation sämtliche bilateralen Verpflichtungen und Abkommen, womit die Kontinuität der Beziehungen zu Mexiko gewahrt blieb. In den folgenden Jahrzehnten suchten beide Seiten einen verstärkten Dialog. Angesichts ihres gewachsenen Gewichts in Weltpolitik und jeweiligen Regionen intensivierten Moskau und Mexiko Anfang des 21. Jahrhunderts die Kontakte auf höchster Ebene. Im Jahr 2004 stattete Präsident Wladimir Putin Mexiko einen Staatsbesuch ab – es war der erste Besuch eines russischen Staatsoberhaupts in Mexiko überhaupt. 2005 reiste im Gegenzug mit Präsident Vicente Fox erstmals ein mexikanisches Staatsoberhaupt zu einem Besuch nach Russland (nach dem Ende der UdSSR). Die Staatschefs beider Länder treffen auch regelmäßig bei den Treffen der G20-Gruppe zusammen.
Im Jahr 2014, während der Annexion der Krim durch die Russische Föderation, forderte Mexiko beide Seiten auf, den Dialog zu suchen und eine friedliche Lösung der Angelegenheit zu finden. Die mexikanische Regierung unterstützte auch die Forderung der Vereinten Nationen an die internationale Gemeinschaft, „die Einheit und territoriale Integrität der Ukraine zu respektieren“, und Mexiko stimmte für die UN-Resolution 68/262, in der die Krim als Teil der Ukraine anerkannt wurde.
Während der russischen Invasion in der Ukraine im Jahr 2022 verurteilte Mexiko das Vorgehen Russlands und forderte die Achtung der territorialen Integrität der Ukraine. Mexiko verurteilte das Vorgehen Russlands auch als nichtständiges Mitglied im Sicherheitsrat der Vereinten Nationen. Am 1. März 2022 verkündete Präsident Andrés Manuel López Obrador jedoch, dass Mexiko sich an keinen Wirtschaftssanktionen gegen Russland beteiligen werde, und kritisierte die Zensur russischer Staatsmedien im Ausland.

## Wirtschaftsbeziehungen
Im Jahr 2024 belief sich der bilaterale Handel zwischen beiden Ländern auf insgesamt 1,8 Milliarden US-Dollar. Zu den wichtigsten Exportgütern Mexikos nach Russland zählen: Teile und Zubehör für Kraftfahrzeuge, Telefone und Mobiltelefone, medizinische Instrumente und Alkohol. Zu den wichtigsten Exportgütern Russlands nach Mexiko zählen: Erzeugnisse aus Eisen oder nicht legiertem Stahl, Rohaluminium, Mineralien und Weizen.  Insgesamt ist Russlands Stellenwert im mexikanischen Außenhandel deutlich geringer als der der USA oder Europas; geographische Distanz und hohe Transportkosten stellen Hürden für eine Ausweitung des Handels dar.

## Kulturbeziehungen
Die kulturellen Kontakte zwischen Mexiko und Russland haben eine lange Tradition und trugen wesentlich zur gegenseitigen Verständigung bei. Schon vor über hundert Jahren kam es zu frühen Austauschinitiativen; so zählen wechselseitige Gastspiele von Künstlern und der akademische Austausch seit jeher zu den Pfeilern der Beziehungen. In den letzten Jahren wurde die kulturelle Zusammenarbeit weiter ausgebaut. Es finden regelmäßig Kulturprogramme und Kulturtage des jeweiligen Partnerlandes statt, mit Konzerten, Ausstellungen und anderen Veranstaltungen in beiden Ländern. Beispielsweise war eine große Wassily-Kandinsky-Retrospektive in Mexiko-Stadt zu sehen, während zeitgleich Werke der mexikanischen Künstler Frida Kahlo und Diego Rivera in Moskau und Sankt Petersburg ausgestellt wurden.
Juri Knorozow, ein sowjetischer Sprachwissenschaftler, Epigraphiker und Ethnograf, spielte eine äußerst wichtige Rolle bei der Entzifferung der Maya-Schrift, dem Schriftsystem der Maya-Zivilisation in Mesoamerika. Juri wurde 1994 mit dem Orden vom Aztekischen Adler ausgezeichnet, der höchsten Auszeichnung, die Mexiko an Nichtstaatsbürger vergibt. Die Auszeichnung wurde ihm im Rahmen einer Zeremonie in der mexikanischen Botschaft in Moskau überreicht.

## Diplomatische Standorte
- Mexiko hat eine Botschaft in Moskau.
- Russland hat eine Botschaft in Mexiko-Stadt.

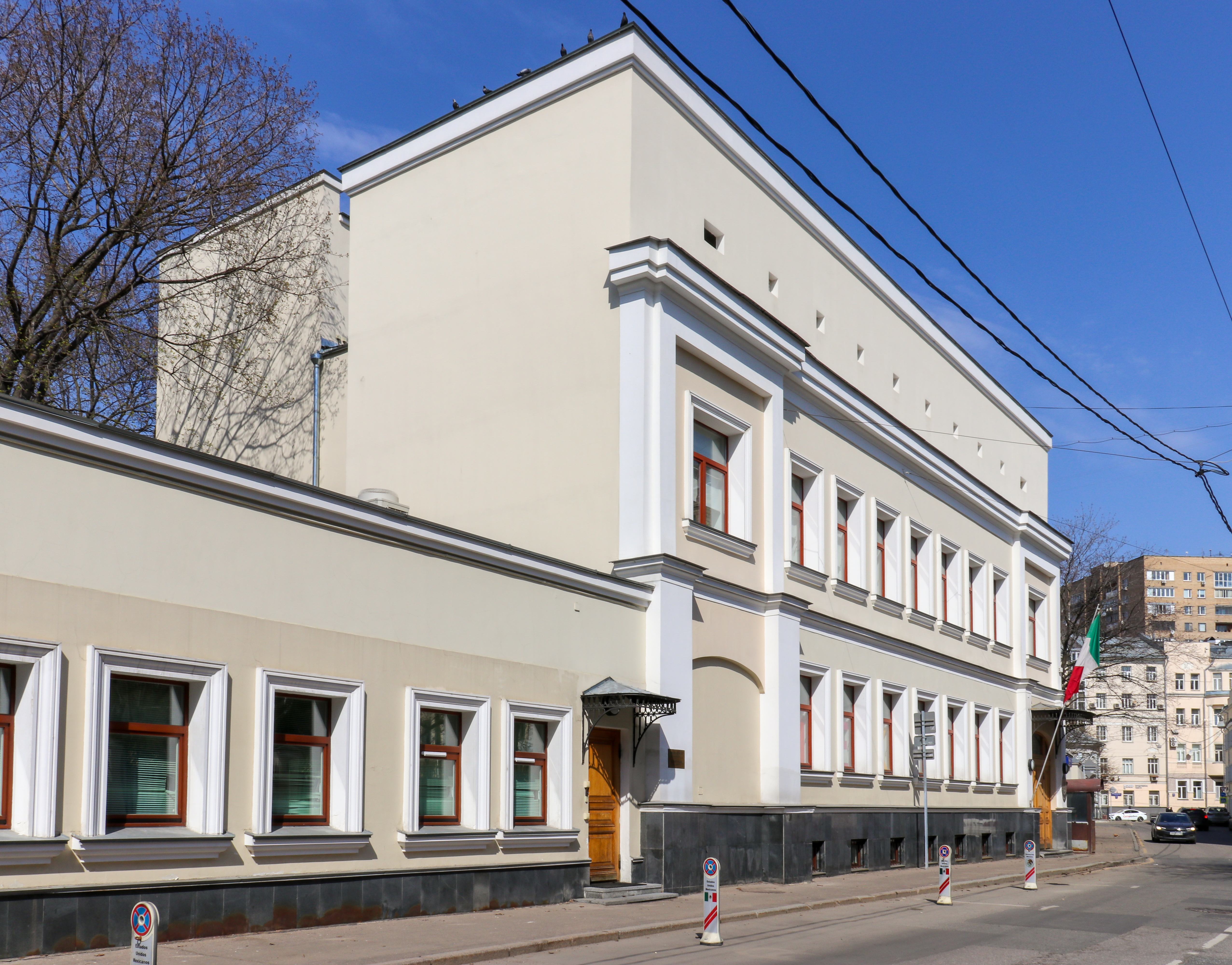
Botschaft von Mexiko in Moskau
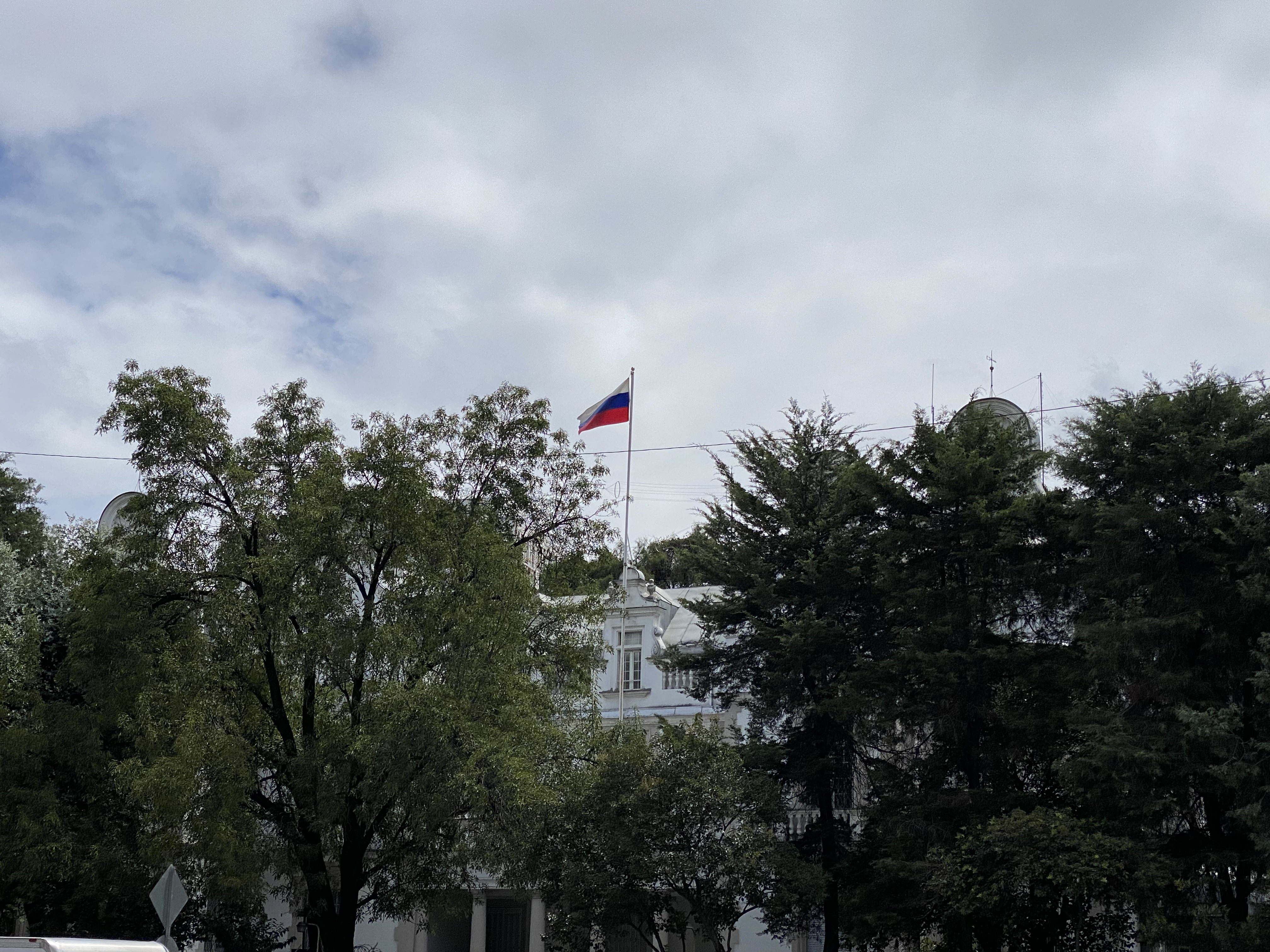
Botschaft von Russland in Mexiko-Stadt